# 10. арондисман Париза
10. арондисман ( фр. Arrondissement de l’Entrepôt ) је један од 20 арондисманa Париза. Површинe је 289 хектара. У овом арондисману се налазе две од шест главних железничких станица Париза:  Gare du Nord (северна) и Gare de l'Est (источна). Кроз 10. арондисман пролази и  велики део Канала Сен-Мартен, који повезује североисточне делове Париза са реком Сеном.

## Географија
10. арондисман се налази на десној обали Сене . Граничи се 11. на истоку, 9. на западу, 18. на северу и 3. на југу.

## Административне поделе
Сваки арондисман у Паризу је подељен на четири кварта, који су везано за поделу на арондисмане, нумерисани бројевима од 1 до 80.Арондисман се дели на четири градске четврти:. Овај арондисман је подељен на квартове бр. 37-40:
- Saint-Vincent-de-Paul
- Porte-Saint-Denis
- Porte-Saint-Martin
- Hôpital-Saint-Louis

## Становништво
Према попису из 2005. године, 89.600 становника живи у 10. арондисману, са густином насељености од 31.004 човека /км². Ово је 4,2% париског становништва. Због велике турске мањине, 10. арондисман се често назива „La Petite Turquie“ (Мала Турска).
| Година | Популација | Густина насељености |
| ------ | ---------- | ------------------- |
| 1881   | 159 809    | 55 259              |
| 1962   | 124 497    | 43 049              |
| 1968   | 113 372    | 39 202              |
| 1975   | 94 046     | 32 519              |
| 1982   | 86 970     | 30 073              |
| 1990   | 90 083     | 31 149              |
| 1999   | 89 612     | 30 986              |
| 2009   | 95 911     | 33 187              |

## Саобраћај
У 10. округу налазе се две железничке станице - Северна и Источна .
- Метро : линије 4, 5, 7
- РЕР : линија Е, Б, Д, станица Gare du Nord

## Спољашне везе
- 10th arrondissement туристички водич са Википутовања